# Assemblée provinciale du Pakistan oriental

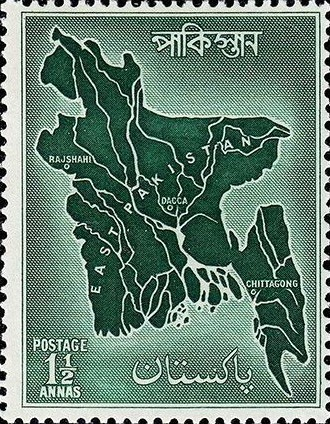
Timbre (1956) montrant une carte du Bengale oriental

L'Assemblée provinciale du Pakistan oriental, connue sous le nom d'Assemblée législative du Bengale oriental entre 1947 et 1955, était l'organe législatif du Bangladesh lorsque le pays était une province du Pakistan sous les noms de Bengale oriental (1947-1955) et Pakistan oriental (1955-1971). La législature a succédé au parlement britannique du Bengale de l'ère Raj-britannique, qui était divisé entre le Bengale oriental et le Bengale occidental lors de la partition du Bengale en 1947. C'était la plus grande assemblée législative provinciale du Pakistan.